# Плотича (Білецька сільська громада)
Плоти́ча — село в Україні, у Білецькій сільській громаді Тернопільського району Тернопільської області. Розташоване на річці Серет, на півночі району.
Населення — 1267 осіб (2007).
До 2018 — центр Плотицької сільської ради. Від 2018 року ввійшло у склад Білецької сільської громади.

## Історія
Виявлено археологічні пам'ятки пізнього палеоліту.
Відоме від першої половини XVI століття.
Корінь слова «плотича» — «плот», його староруський аналог «плотъ», похідний від нього «пліт».
Однією із версій походження назви села є те, що жителі села плели із очерету і рогози кошики, мішки і доріжки, так як село омивається із трьох сторін водоймищами і є наявні ресурси.
Другою версією є те, що назва походить від двох коренів слів староруської мови: «плот» — скріплений з колод або брусів пліт для переправи по річці, «чати» — слово, що означає «сторожа», «варта».
Третьою версією є походження села від слів «плоти» і «чень». Слово «чень» — діалектичний архаїчний прислівник, що був поширений у минулому в Галичині і вживався в розмовній мові в значенні «може» і «здається». Кілька століть тому, якийсь подорожній, можливо, побачивши плоти на Стрипі, захоплено прорік: «Плоти — чень?» і пішла від цього назва села.
Четвертою версією є походження від риби плотви. Плотича омивалася в минулому великою кількістю води із ставків та річок, які кишіли великою кількістю риби. Серед них і невибаглива — плотва. Її називали плітка, плотиця, а тому найбільш допустимим і правдоподібним є пояснення походження назви села саме від слова «плотиця», котре згодом трансформувалося у слово «плотича».
Діяли «Просвіта», «Сокіл», «Сільський господар» та інші українські товариства, кооперативи.
До 2-ї світової війни у Плотичі були 2 пам'ятники-надгробки з написами вірменською та турецькою мовами (1763 і 1768).
12 червня 2020 року, відповідно до розпорядження Кабінету Міністрів України № 724-р «Про визначення адміністративних центрів та затвердження територій територіальних громад Тернопільської області» увійшло до складу Білецької сільської громади.
19 липня 2020 року, в результаті адміністративно-територіальної реформи та ліквідації Тернопільського району, село увійшло до складу новоутвореного Тернопільського району.

## Населення
Згідно з переписом УРСР 1989 року чисельність наявного населення села становила 1238 осіб, з яких 585 чоловіків та 653 жінки.

### Мова
Розподіл населення за рідною мовою за даними перепису 2001 року:
| Мова       | Кількість | Відсоток |
| ---------- | --------- | -------- |
| українська | 1258      | 98.98%   |
| російська  | 12        | 0.94%    |
| угорська   | 1         | 0.08%    |
| Усього     | 1271      | 100%     |

## Соціальна сфера
Працюють: загальноосвітня школа І-ІІ ступенів, клуб, бібліотека, обласна протитуберкульозна лікарня, відділення зв'язку.

## Економіка
ВАТ «Агропромтехніка», ТОВ «Декор», СМП: «Модуль», «Софіт», «Топільче», торгові заклади та ін.

## Відомі люди
У місцевій школі навчався літературознавець, прозаїк Любомир Сеник.
Під час Першої світової війни, у червні 1917, загинув російський військовий льотчик, ас винищувальної авіації, капітан Євграф Крутень.

## Пам'ятки архітектури

### Палац Коритовських (1720р.)

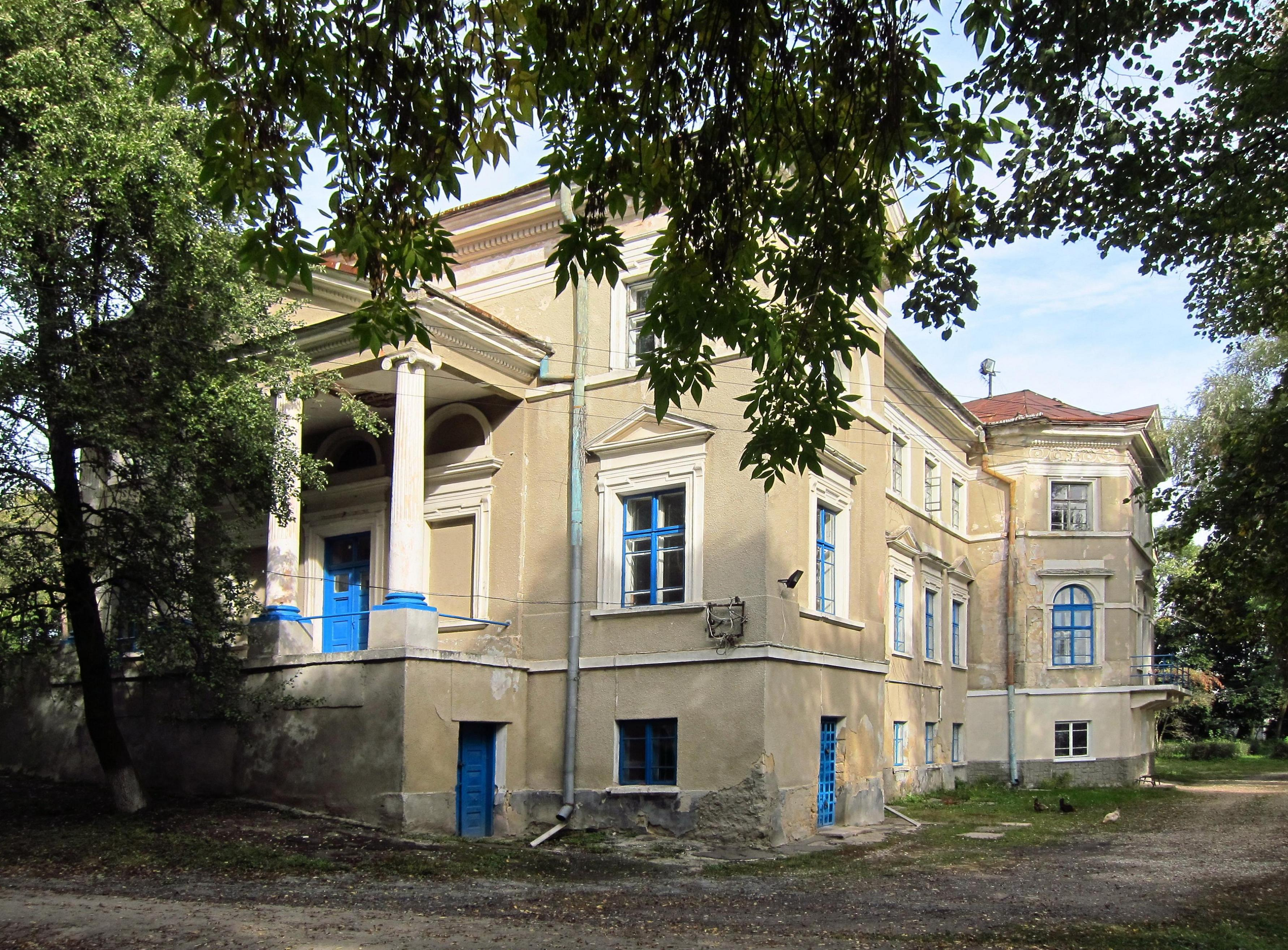
Палац Коритовських (1720 р.) Вигляд з парку.

Замок-палац споруджений родиною Коритовськими в 1720 році. На початку XIX століття Францішек Коритовський перебудував палац. Перебудований у класичній манері, симетричний та прямокутний у плані, з парадної фасадної частини має два поверхи. На фронтоні, що спирається на чотири колони, знаходився герб родини Коритовських — Мора (пол. Mora). З тильної сторони палац має три поверхи. По боках палацу прибудовані бокові фронтони з колонами. Перший поверх, з фронту, слугував житлом господарям, там же знаходилася і бальна зала. Другий поверх призначався для гостей. Цокольний поверх займали господарські приміщення. В XIX столітті Коритовськими, навколо палацу, на площі десяти гектарів був закладений великий парк.
Нині в палаці діє госпіс.

### Церква Успення Пресвятої Богородиці (1900р.)

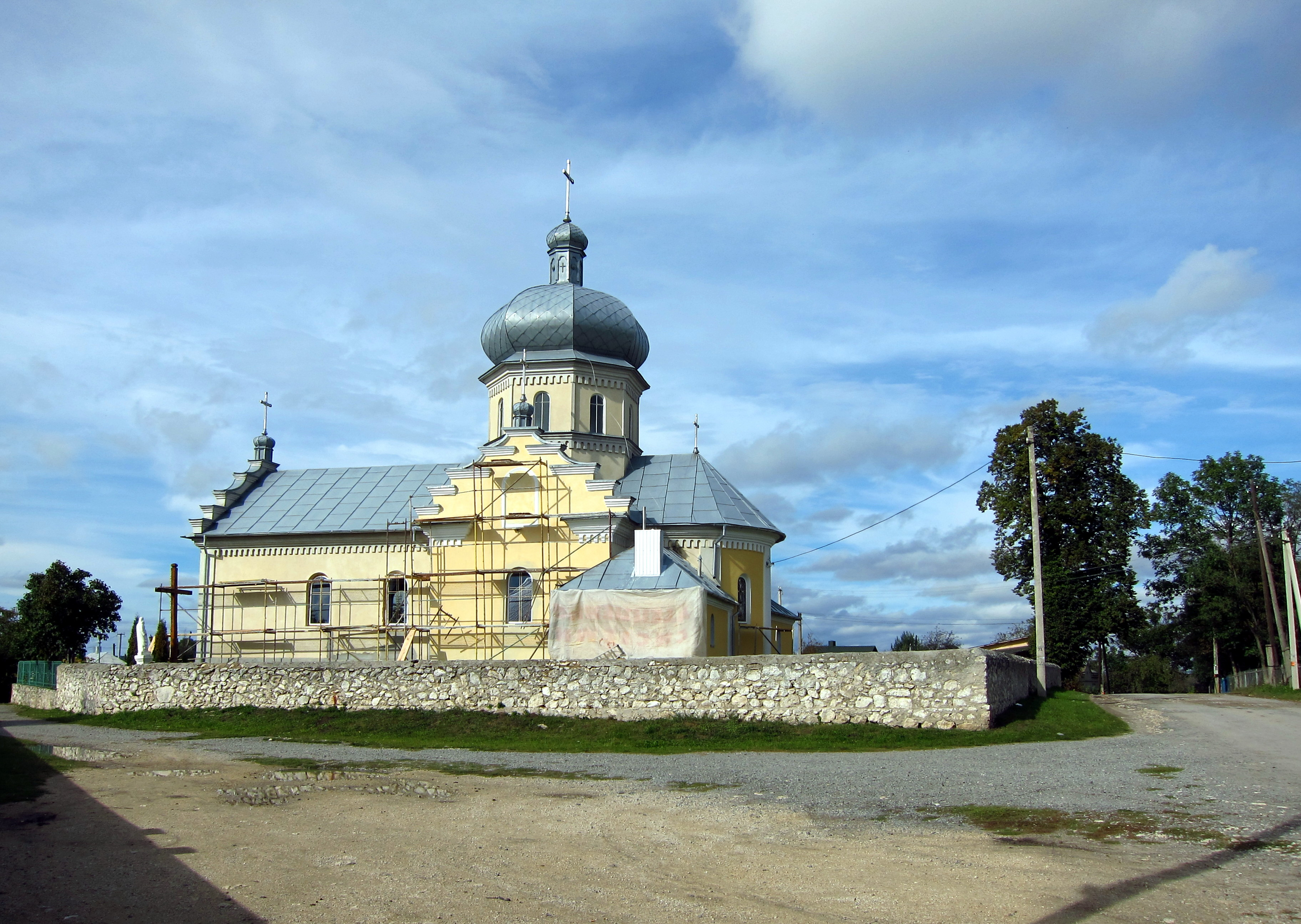
Церква Успення Пресвятої Богородиці. (1900 р.)

Церква Успіння Пресвятої Богородиці (мурована), знаходиться неподалік палацу. Зведена в 1900 році. Реконструйована в 1994 році. У храмі зберігається стародрук — Євангеліє (1690); при вході до храму — пам'ятний знак (1808).

### Братська могила
У боях за визволення Плотичі та навколишніх сіл загинуло 479 воїнів. Вони поховані на території сільського парку. Споруджена братська могила 11 воїнам ЧА, полеглим 1944 (1956), а посередині кладовища пам'ятник — скульптура воїна на постаменті. Встановлено пам'ятний знак на честь скасування панщини.

## Природа

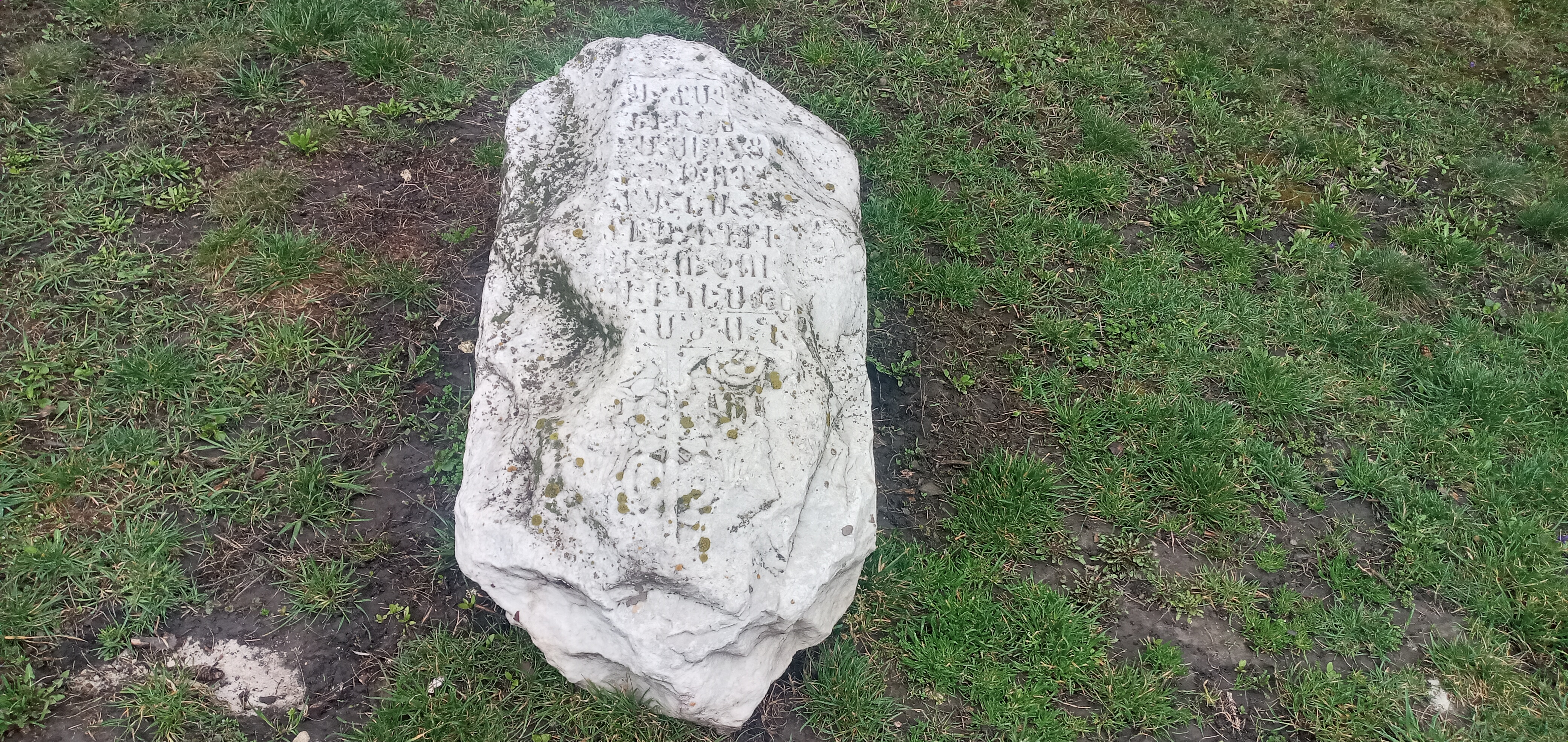
Надгробний пам'ятник Сатетолу Хаджи Нахабеду

У селі є пам'ятка природи — Плотицький парк.
Біля села проходить південна межа гідрологічного заказника загальнодержавного значення «Серетський». Він охоплює територію заболоченої заплави річки Серет (від села Плотича Тернопільського району до села Кобзарівка Тернопільського району) і заплави річки Лопушанка (від села Городище до села Носівці Тернопільського району).
11 травня 2016 року за повідомленням Гідрометцентру України на полі між селами Плотича та Івачів Долішній пронісся смерч — рідкісне для Тернопілля природне явище — стовп буревію сягав заввишки кілька десятків метрів.

## Галерея

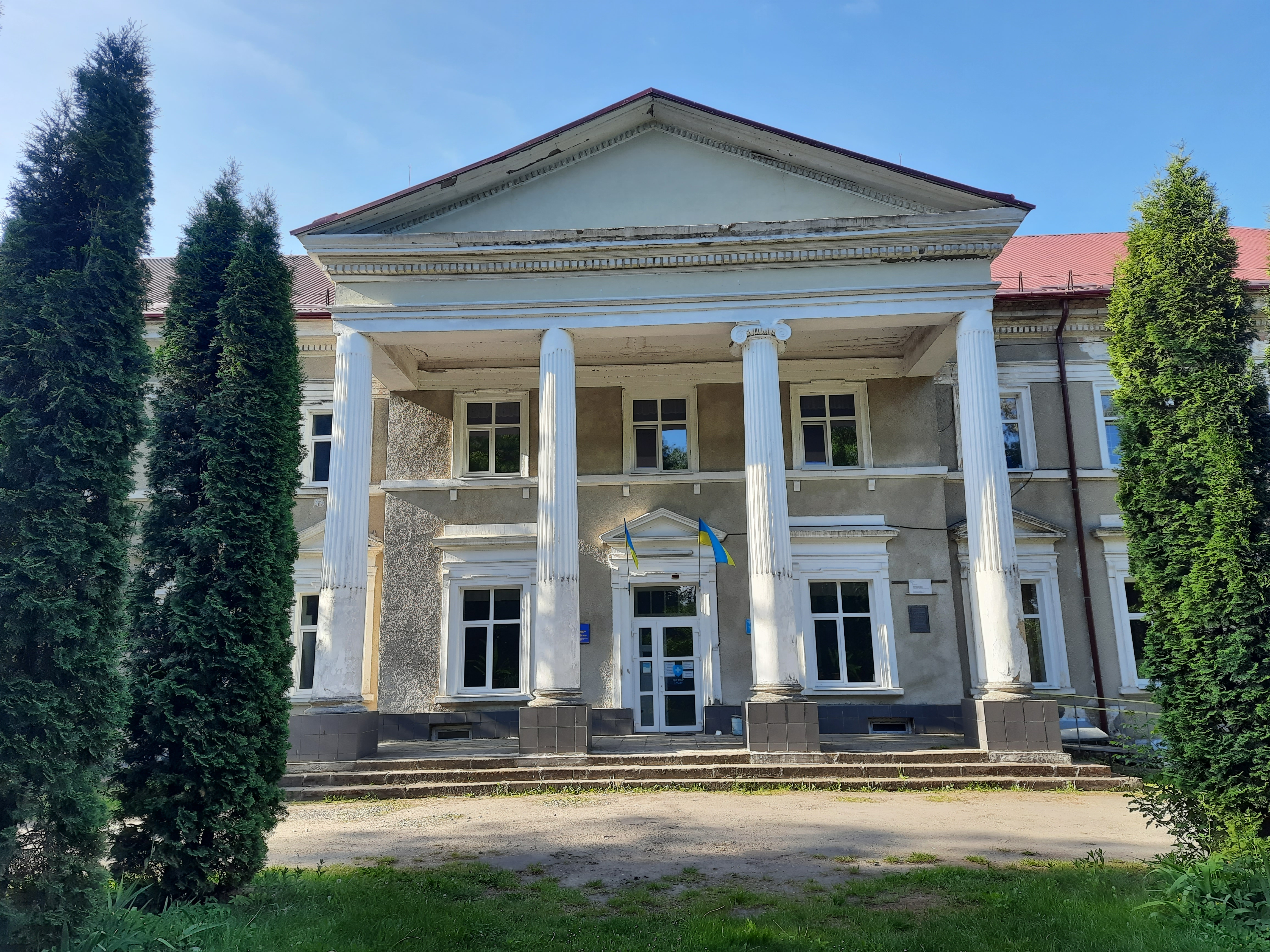
Палац Коритовичів
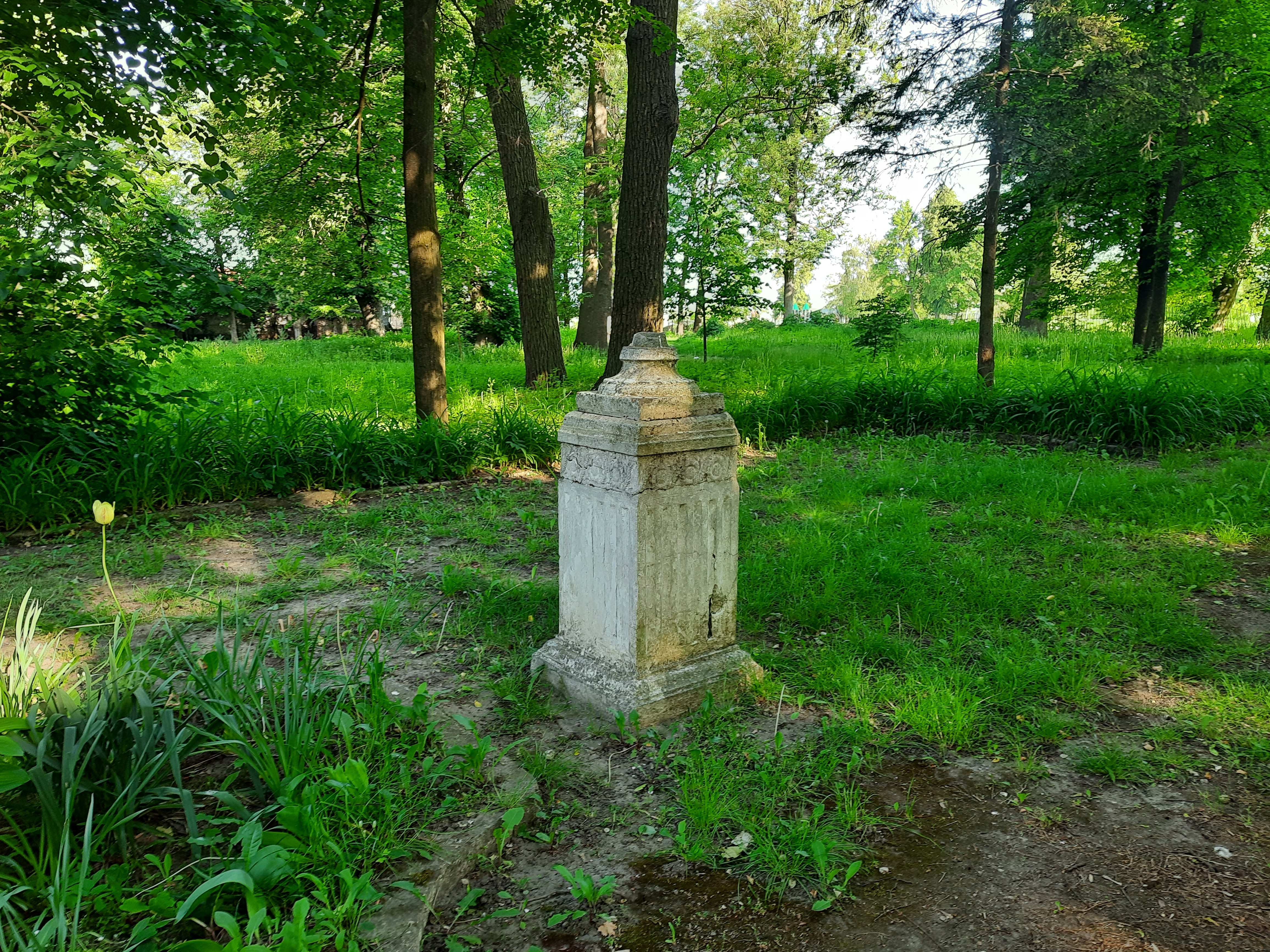
Плотицький парк
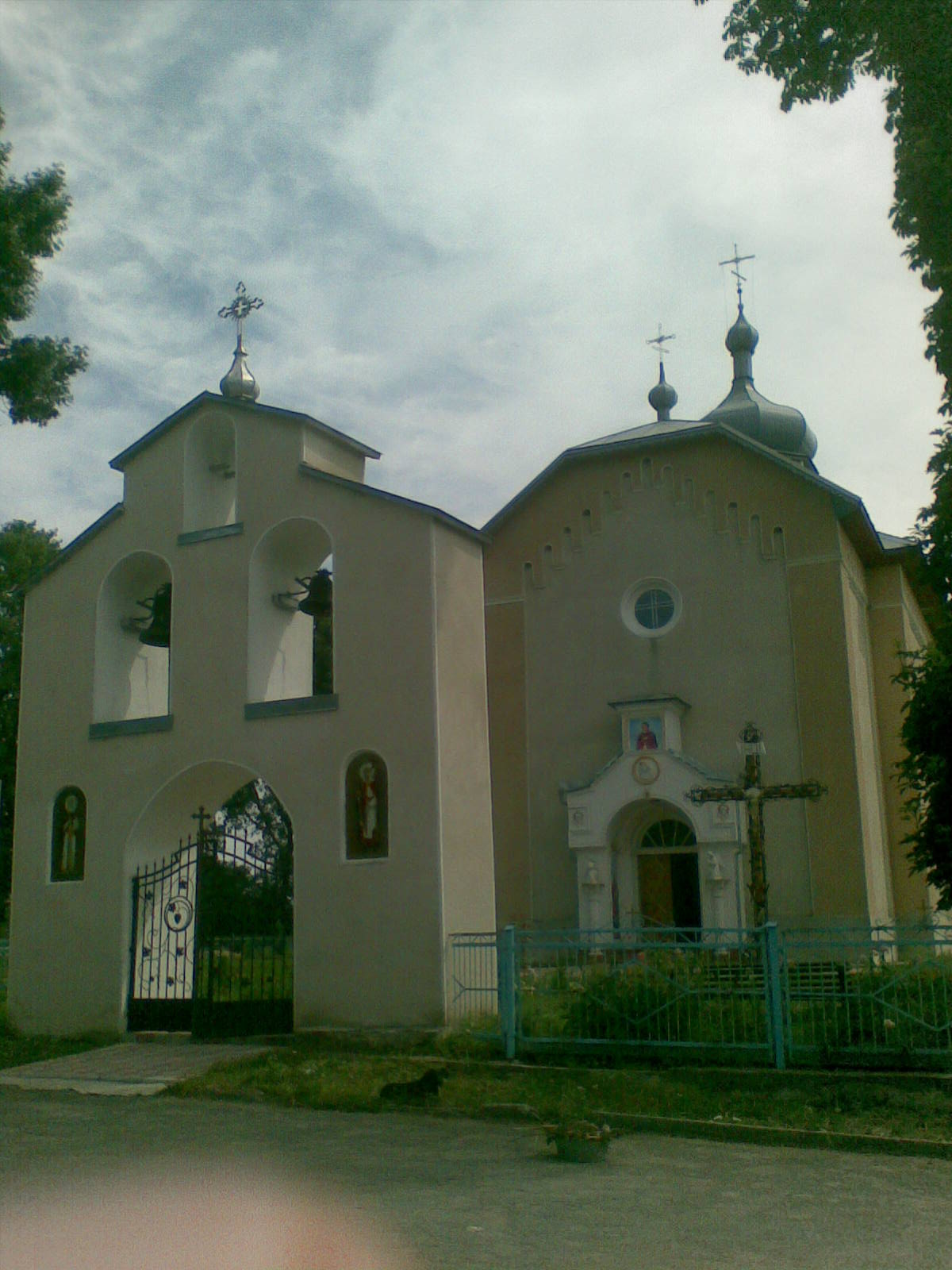
Храм Дмитра Солунського УПЦ КП
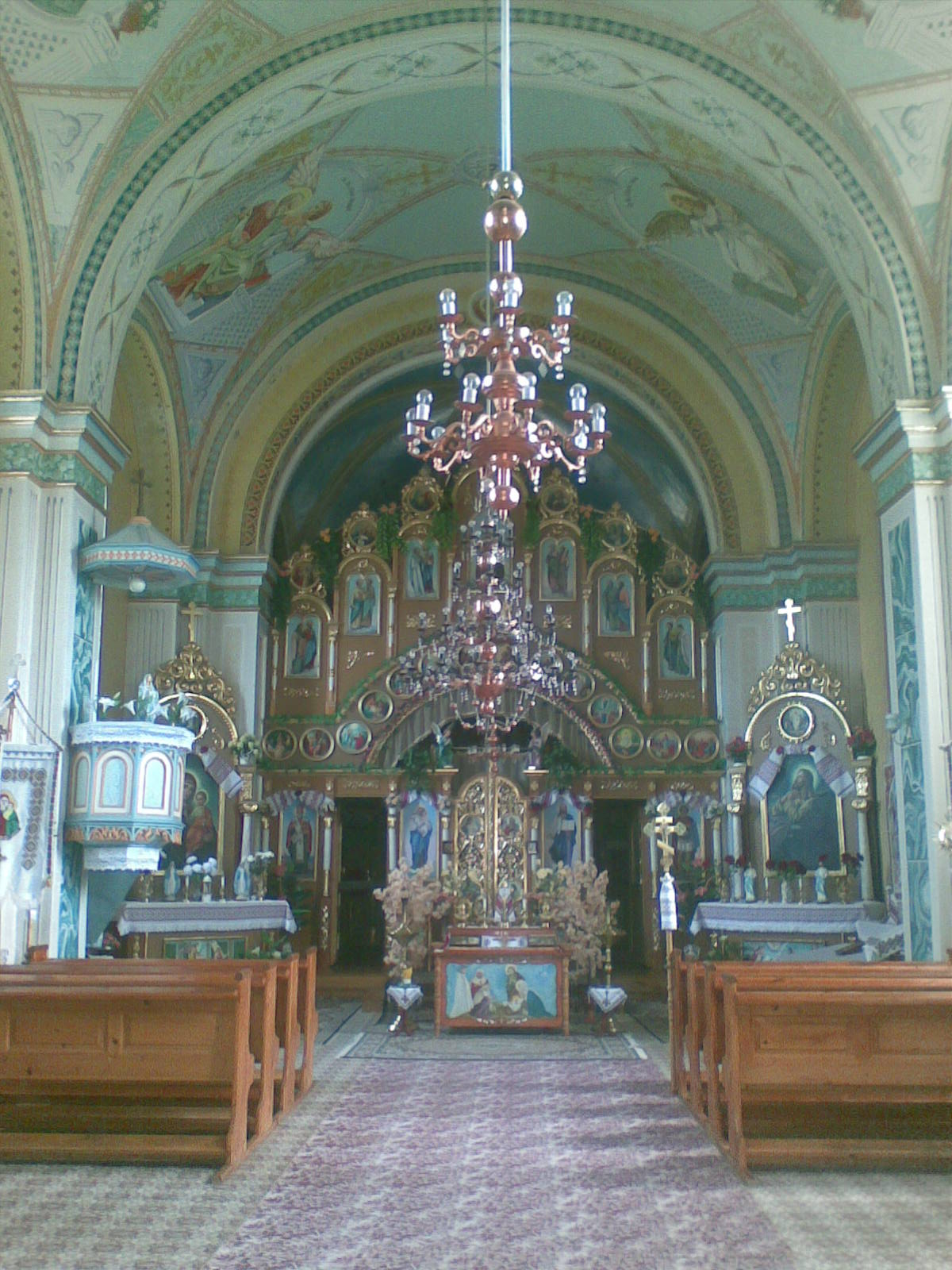
Інтер'єр храму Дмитра Солунського УПЦ КП
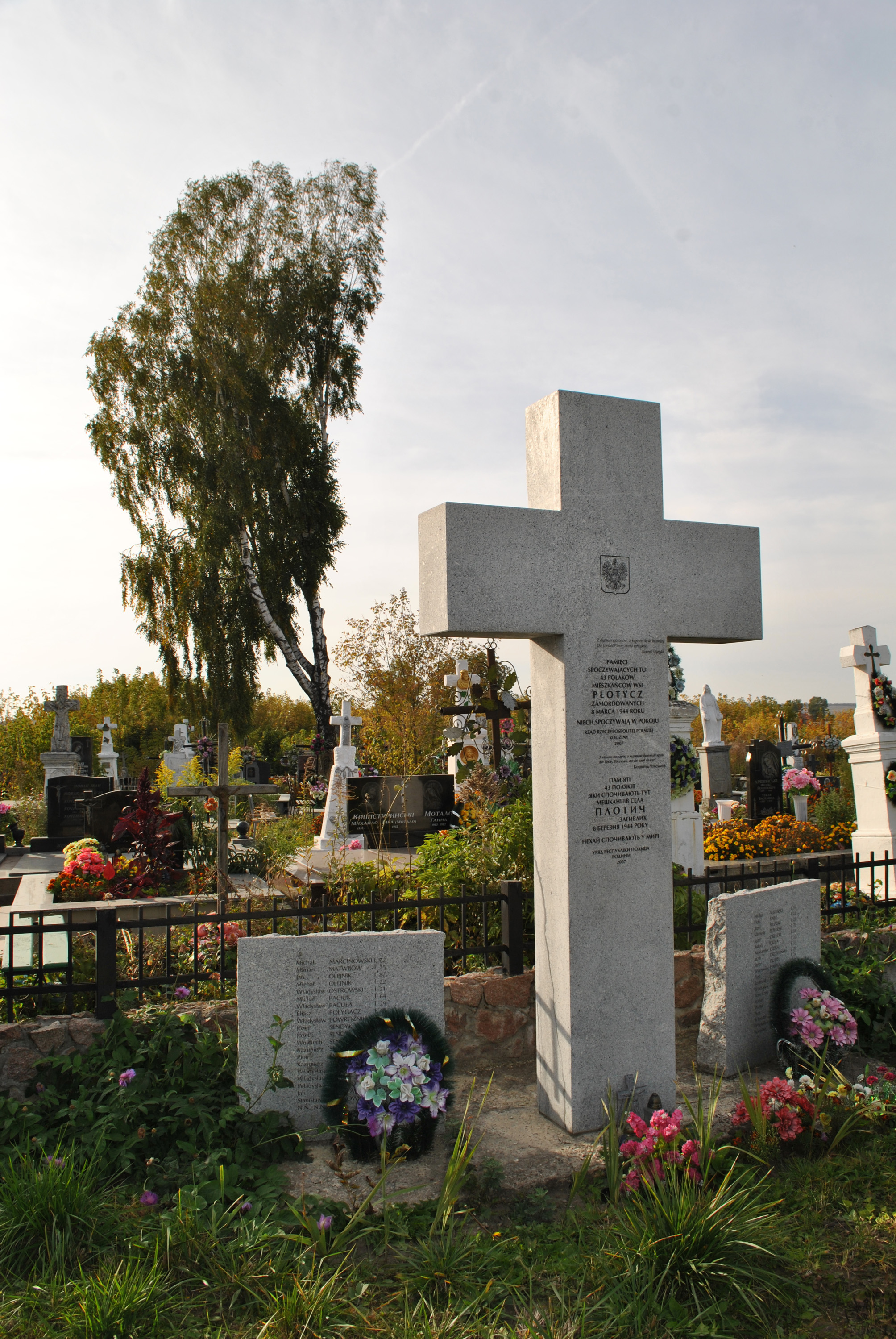
Пам'ятник 43 загиблим полякам — мешканцям села від Уряду Польщі
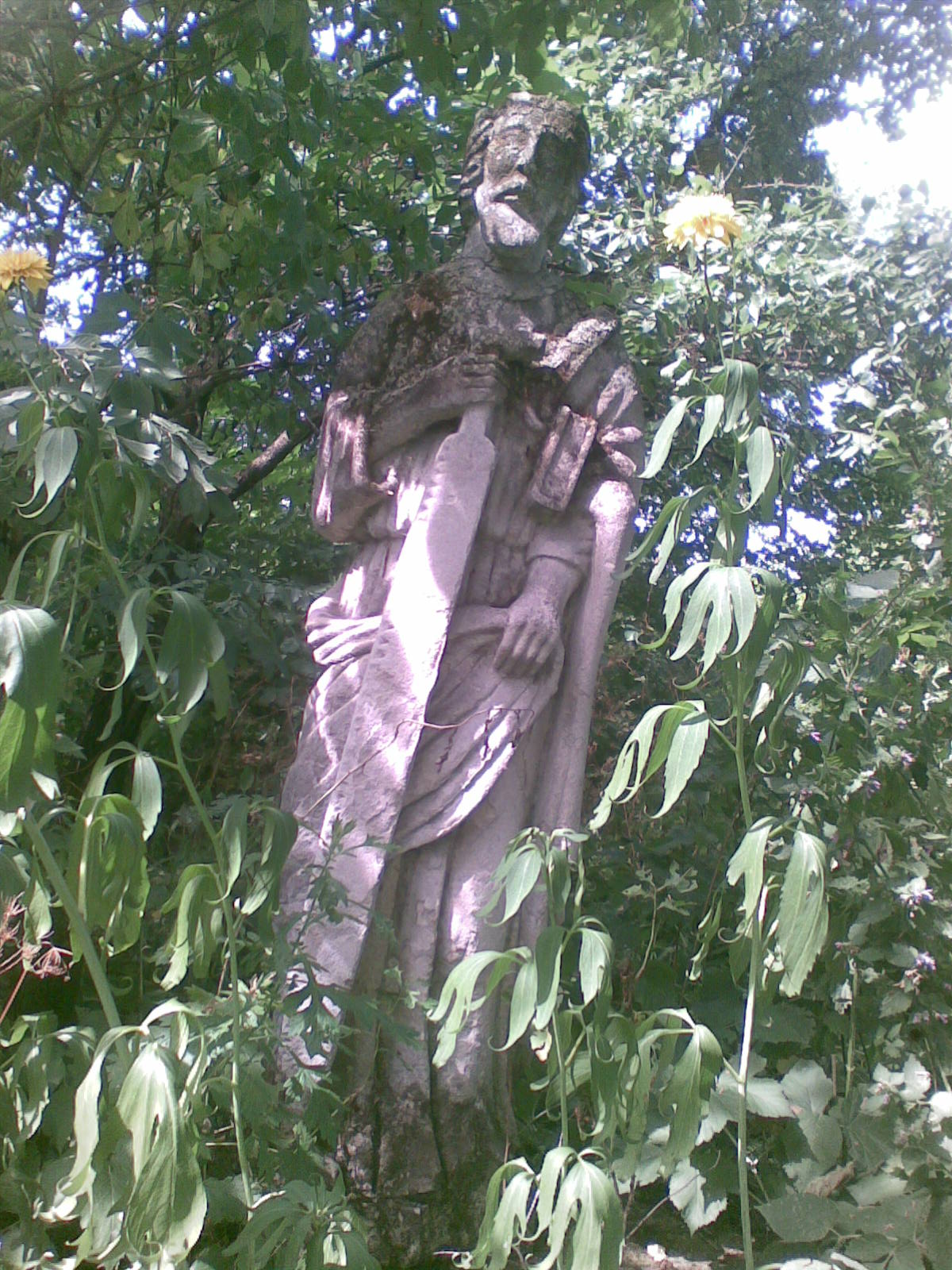
Старі поховання на сільському цвинтарі
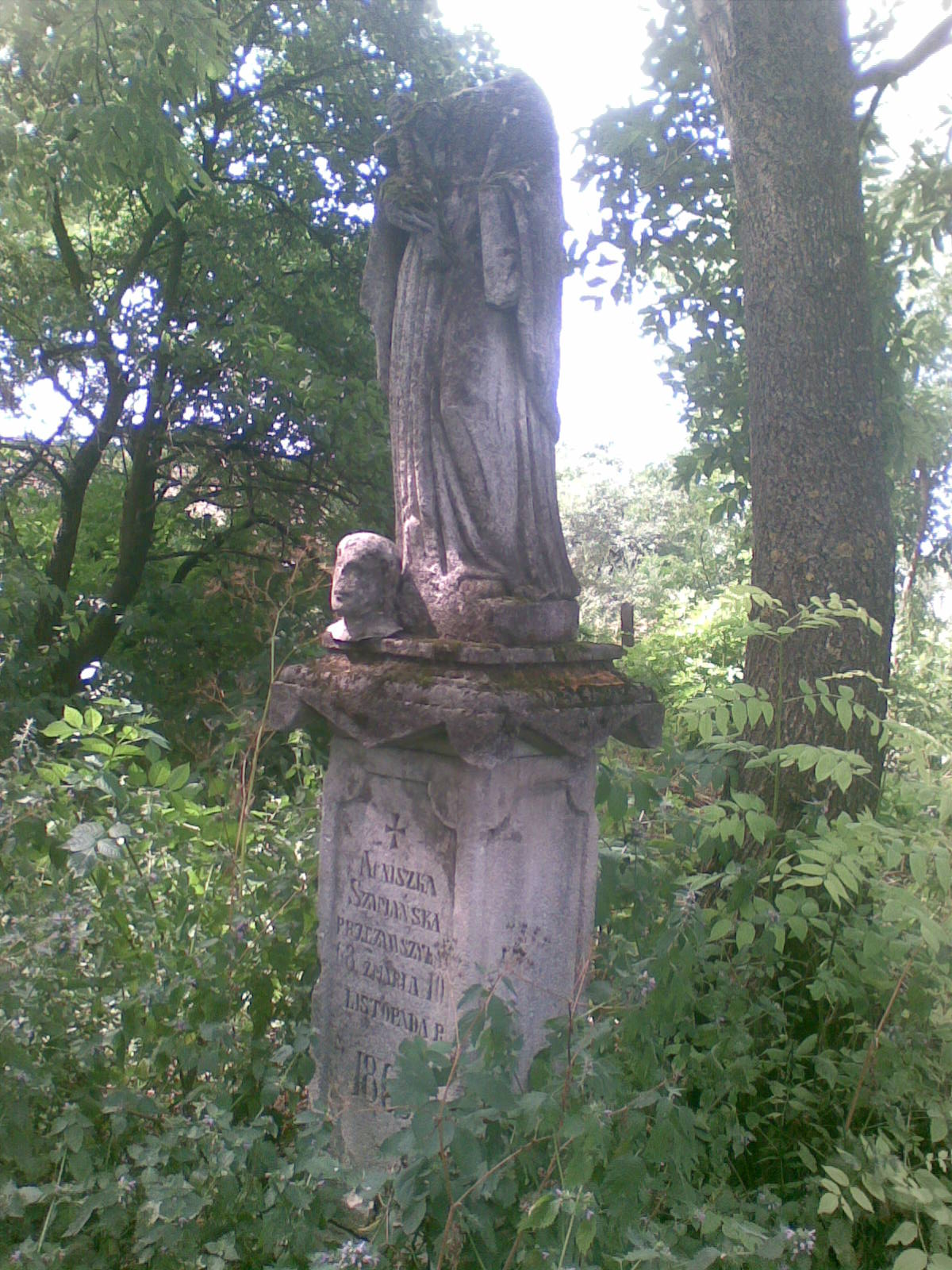
Поховання другої половини XIX ст. на сільському цвинтарі
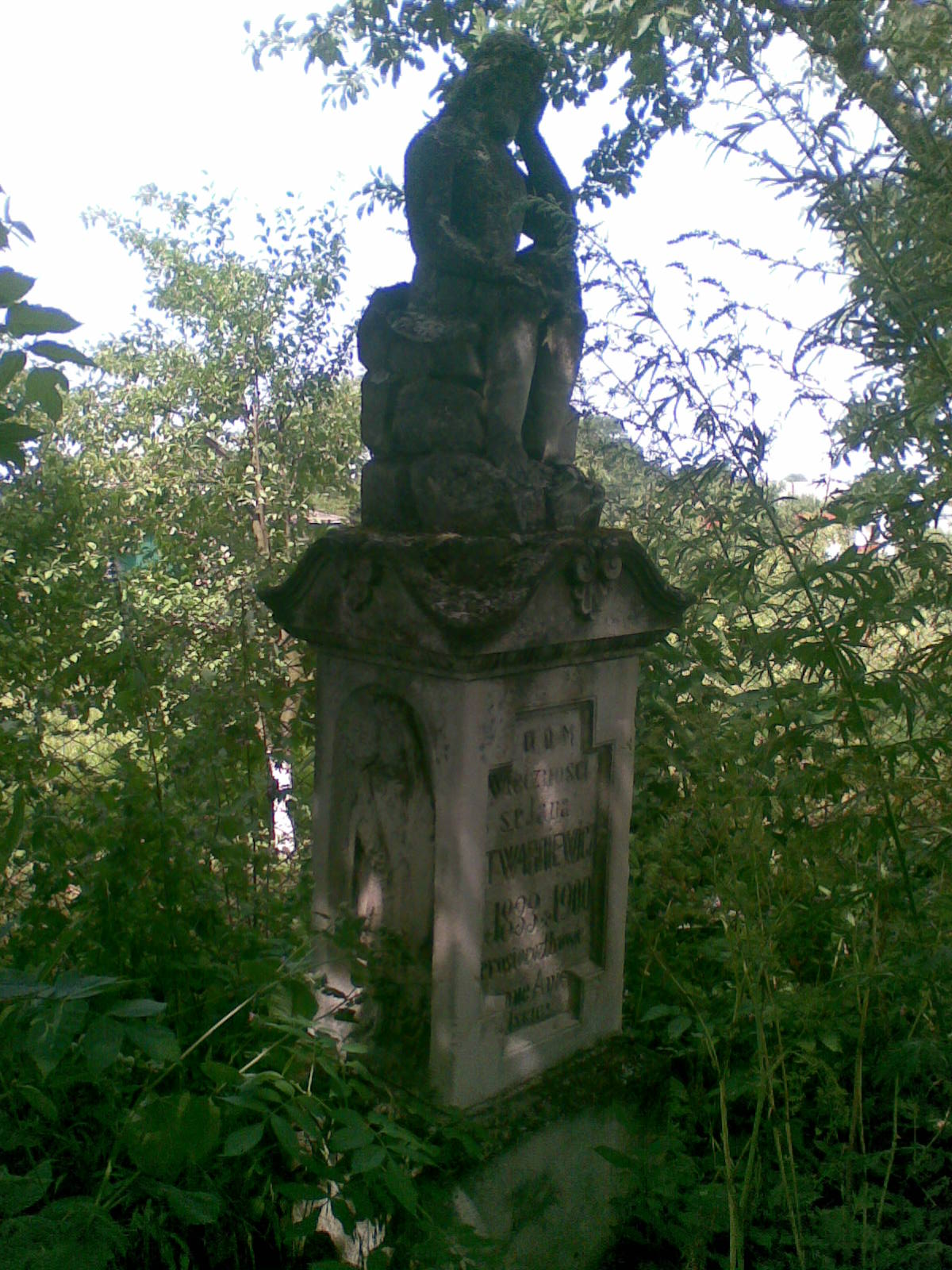
Поховання початку ХХ ст. на сільському цвинтарі
Пам'ятний знак про 50-ту річницю скасування кріпацтва